# Польсько-радянський кордон

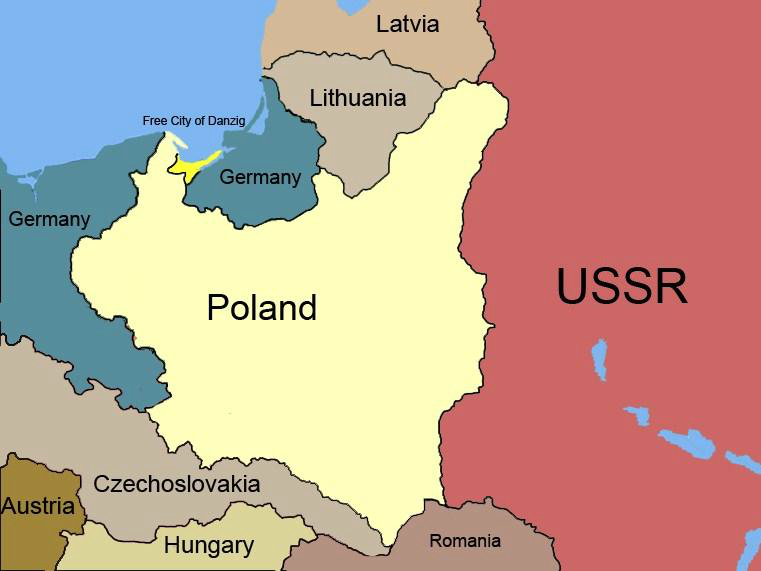
Кордон у міжвоєнний період

Польсько-радянський кордон — у 1922–1991 роках Польща межувала з СРСР. Цей кордон, як кордон з Українською РСР і Білоруською РСР, був встановлений у 1921 році Ризьким договором. У 1922 році було офіційно створено СРСР. Під час Другої світової війни цього кордону не існувало через окупацію Польщі Німеччиною та СРСР. Після війни його перемаркували на основі дещо зміненої т. зв. лінії Керзона.

## Кордон у 1922–1946 роках

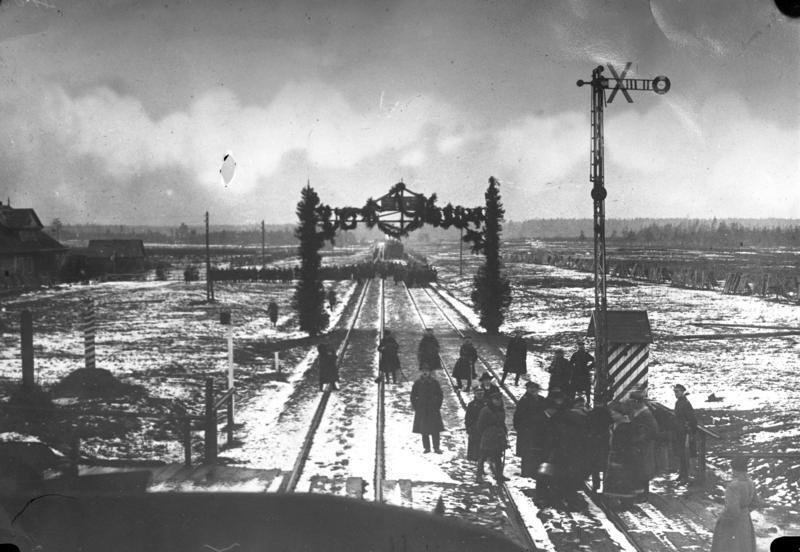
Кордон 1932 року

У міжвоєнний період кордон з СРСР був другим за довжиною після німецького. Його довжина сягала 1407 км (німецька — 1912 км). У 1924–1939 роках завдання з охорони кордону виконували підрозділи Корпусу охорони кордону.

### Лінія кордону
Польсько-радянський кордон був встановлений внаслідок польсько-більшовицької війни та Ризького договору, який її завершив. Він починався від польсько-радянсько-латвійського тривузла, розташованого на річці Двіна, і проходив на захід від Мінська, по дузі, яка простягалася між річками Березиною та Прип'яттю. Потім він пролягав між Мікашевичами (РП) і Звягелем (СРСР). Тут кордон повертав на південний захід через Острог до р. Збруч і далі до р. Дністер, де був тривузол з Румунією.
Точний хід кордону на цій ділянці визначено в Додатку 1 – «Загальному підсумковому протоколі про державний кордон між Республікою Польща та СРСР» – до договору між Республікою Польща та Союзом Соціалістичних Радянських Республік про правову відносин на державному кордоні, підписаного в Москві 10 квітня 1932 р.. Цей кордон практично перестав існувати після агресії СРСР проти Польщі 17 вересня 1939 року та підписання в Москві Ріббентропом і Молотовим 28 вересня Договору про кордони та дружбу між СРСР і Третім Рейхом.
Після агресії СРСР проти Польщі Вінстон Черчилль у виступі по радіо 1 жовтня 1939 року сказав: «Те, що російські армії повинні були стояти на цьому рубежі, було зрозумілим і необхідним через небезпеку, яка загрожувала Росії з боку нацистської Німеччини. У будь-якому випадку, лінія є і створено східний фронт, на який нацистська Німеччина не посміє напасти.Того ж дня експерт з МЗС Івона Кіркпатрік запропонувала прийняти лінію Керзона за основу майбутнього польсько-радянського кордону.
22 жовтня 1940 року посол Великої Британії в СРСР Стаффорд Кріппс представив радянській стороні меморандум, у якому Велика Британія була готова визнати, до консультацій, фактичний суверенітет СРСР над Естонією, Латвією, Литвою, Бессарабією і Північною Буковиною та тими частинами колишньої польської держави, які зараз перебувають під радянським контролем.
17 січня 1942 р. Посольство Республіки Польща в УРСР отримало ноту Наркомату закордонних справ УРСР, у якій повідомлялося, що Радянський уряд не розглядатиме жодних польських нот, які б зайняли позицію, що Львів, Брест, Станіславів або будь-яке інше місто на території Української СРСР або Білоруської СРСР, які входять до складу Союзу Радянських соціалістичних республік, є містами Республіки Польща.
De iure – припинив своє існування 29 січня 1946 року, тобто коли набрав чинності договір про польсько-радянський державний кордон.

## Кордон у 1946–1991 роках

### Лінія кордону

Польсько-радянський кордон 1947 р. і лінія Керзона

Кордон Польського Комітету Національного Визволення з урядом УРСР з урахуванням радянських анексій встановлено в договорі «Про польсько-радянський кордон», підписаному в Москві 27 липня 1944 р. Едвардом Особкою-Моравським і Вячеславом Молотовим. Ця угода не мала юридичних наслідків, оскільки PKWN не мала повноважень укладати таку угоду. Перебіг польсько-радянського кордону також був предметом конференції держав у Ялті, що відбулася в лютому 1945 року. Його курс був остаточно затверджений у Заключному протоколі конференції всіма державами-учасницями. Це було повторено в договорі між Республікою Польща та СРСР про польсько-радянський державний кордон між Республікою Польща та Союзом Радянських Соціалістичних Республік, укладеним Тимчасовим урядом національної єдності та урядом СРСР у Москві 16 серпня 1945 р. Ця угода набула чинності 6 лютого 1946 року. Результатом цієї угоди стала передача східних теренів Польщі Радянському Союзу та встановлення сучасного східного кордону Польщі (набрання чинності угодою 1945 року). Відповідно до ст. 1 зазначеного договору державний кордон між Республікою Польща та СРСР мав бути встановлений по «лінії Керзона» з відхиленнями від цієї лінії на користь Польщі в окремих районах на п’ять-вісім кілометрів. Водночас цей кордон у деяких випадках відхиляється від лінії на шкоду Польщі, наприклад у Гродненській області майже на 20 км.
Ось як підсумовує польсько-радянські «переговори» про кордон учасник переговорів Станіслав Лещицький: Зрештою всі польські поправки були відхилені. Висновок полягає в тому, що СРСР прийняв найбільш сприятливу інтерпретацію лінії Керзона, і в своїй жадібності перейшов межу пристойності - тут знову проявився радянський імперіалізм, безжалісність, відсутність щедрості і дуже сильна перевага. Насправді кордон був продиктований без обговорення по суті і без найменшого врахування потреб Польщі.

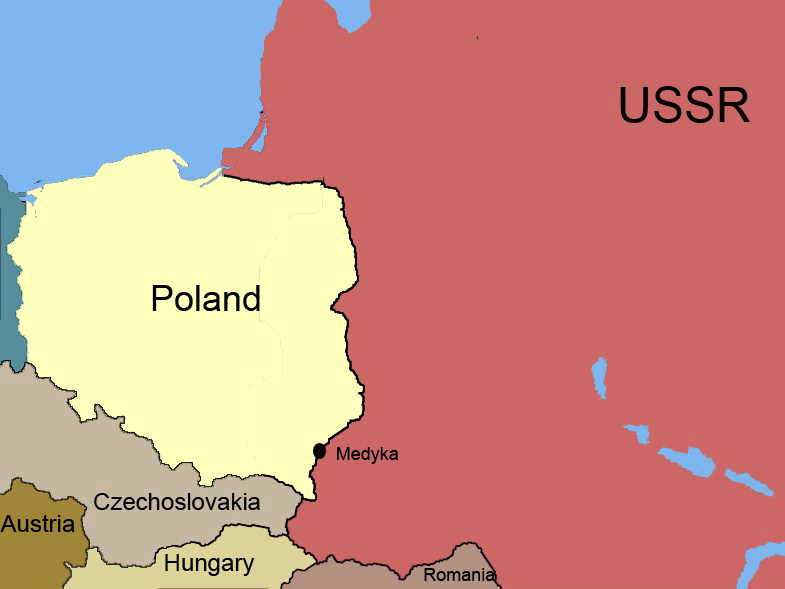
Кордон у післявоєнний період

Сухопутний кордон фактично починався від Віслинської коси в місті Нова Карчма (хоча про поділ Коси вперше згадується в угоді від 5 березня 1957 року), він перетинав Віслинську лагуну і проходив паралельно на північ від Бранево, Бартошице, Венґожево, Ґолдап, через Ромінську пущу, на північний схід від Сувалок в околицях Віжійн, перетинає долину Чорної Ганчі, проходить уздовж долини Свіслочі, перетинає долину Нарви, Біловезьку пущу, повертає прямо на південний захід, далі вздовж річки Буг, залишаючи східне узбережжя Берестя, в околицях Крилова, виходила з русла Бугу і повертала майже прямою лінією на південний захід, перетинаючи Перемиську браму, долину річки Стривігор, Долішніх Устриків, досягаючи долини Сяну, по руслу вона йшла до Ужоцького перевалу, повертала на захід і через кілька кілометрів досягла вершини Кременця, де вийшла на трипункт із Чехословаччиною.
В даний час північний і східний кордон Польщі проходить таким же шляхом, незважаючи на ліквідацію СРСР і появу на її території Литви, Білорусі та України.

У 1945–1991 роках завдання з охорони кордону виконували підрозділи Прикордонних військ.

### Формування кордону
- 1948 р. виправлення кордону в Галичині та Підляшші
- 15 лютого 1951 року відбувся обмін земель площею 480 км². В обмін на територію на вигині Бугу біля Сокаля Польща отримала район Устриків-Долішніх (Закон. журн. за 1952 р. № 11, п. 63).
- 5 березня 1957 р. було встановлено кордон у колишній Східній Пруссії та кордон по Віслинській лагуні та Вісленській косі (Закон. журн. 1958 р. № 37, ст. 166).
- 18 березня 1958 року було проведено демаркацію територіальних вод у Гданській затоці (Закон. вісник 1958 р. № 76, п. 386).
- 17 липня 1985 року було проведено розмежування моря в межах територіальних вод, економічних зон і континентального шельфу (Закон. вісник 1986 р., № 16, ст. 85).
- 30 червня 1990 року між Польщею, Швецією та СРСР була встановлена триточка кордонів економічних зон і континентального шельфу з географічними координатами 55° 52.788 'пн.ш. і 18° 55.545' сх.д. 74, пункт 441)
- 27 жовтня 2005 року у Вільнюсі було підписано Угоду між урядами Литви, Польщі та Росії «Про визначення точки дотику державних кордонів» — прикордонної трипункту. (Monitor Polski 2007 р. № 80, поз. 851)

### Переходи кордону
Перелік прикордонних переходів на польсько-радянському кордоні 6 серпня 1975 р. за наказом міністра внутрішніх справ про прикордонні переходи
| #  | Ім'я                                                     | Місто               | Тип переходу      | Тип руху             |
| -- | -------------------------------------------------------- | ------------------- | ----------------- | -------------------- |
| 1  | Бранево - Мамоново                                       | Бранево             | залізниця         | товарні              |
| 2  |                                                          | Черемуха            | залізниця         | товарні              |
| 3  | Дорогуськ – Ягодин                                       | Дорогуськ           | залізниця         | товарні              |
| 4  | Кузьниця - Гродно                                        | Кузниця Білостоцька | залізниця         | пасажирські, товарні |
| 5  | Медика - Шегіні (дорога)                                 | Медика              | залізниця, дорога | пасажирські, товарні |
| 6  | Семянувка - Свіслоч                                      | Семянувка           | залізниця         | товарні              |
| 7  | Скандава - Залізничний                                   | Скандава            | залізниця         | товарні              |
| 8  | Тересполь - Брест (залізниця) Тересполь - Брест (дорога) | Тересполь           | залізниця, дорога | пасажирські, товарні |
| 9  | Верхрата - Рава Руська                                   | Верхрата            | залізниця         | товарні              |
| 10 | Зубки - Берестовиця                                      | Зубки Білостоцькі   | залізниця         | товарні              |

## Виноски
1. ↑  Polska w cyfrach, [w:] E. Romer Atlas Polski wspolczesnej, 1928.
2. ↑  Dz.U. z 1933 r. nr 74, poz. 541.
3. ↑  Daniel Boćkowski, Na zawsze razem. Białostocczyzna i Łomżyńskie w polityce radzieckiej w czasie II wojny światowej (IX 1939 – VIII 1944) Warszawa, 2005, s. 22.
4. ↑  Magdalena Hułas, Memorandum Stafforda Crippsa z 22 października 1940 r. Polskie aspekty, w: Dzieje Najnowsze 1993, 4, s. 85.
5. ↑  Lwów i Wilno, nr 15, Londyn 19 października 1947 roku, s. 1.
6. ↑  Dz.U. z 1947 r. nr 35, poz. 167.
7. ↑  P. Eberhardt, Polska granica wschodnia 1939–1945, s. 202–203.
8. ↑  W oparciu o Dokumenty Google.